# Primo amore (film 1935)
Primo amore (in originale Alice Adams) è un film commedia romantica diretto nel 1935 da George Stevens, tratto dal romanzo Alice Adams di Booth Tarkington che, nel 1922, aveva vinto il Premio Pulitzer. È anche il remake di una versione muta del 1923 Alice Adams di Rowland V. Lee.

## Trama
Alice Adams frequenta il bel mondo, ma soffre per la sua modesta condizione sociale che non le permette di brillare quanto vorrebbe. Quando si innamora di Arthur Russell, un giovane benvoluto da tutti e ricchissimo, finge perciò di provenire da una famiglia altrettanto facoltosa. Invitato a cena a casa Adams, Arthur si rende però conto di come stanno realmente le cose. Il ragazzo si sente tradito e tutto sembra ormai perduto ma Alice, compreso il proprio errore, riesce alla fine a riconquistarlo.

## Produzione
Il film fu prodotto da Pandro S. Berman per la RKO Radio Pictures dal 22 maggio 1935 al 3 luglio 1935. Venne girato al RKO Encino Ranch di Balboa Boulevard & Burbank Boulevard a Encino.

## Distribuzione
Distribuito dalla RKO  il film fu presentato in prima a New York il 15 agosto, uscendo poi  in altre sale il 23 agosto 1935.

### Edizioni italiane
La prima versione italiana del film fu approntata nel 1936, ma non se conoscono i dettagli in quanto oggi è stabilmente soppiantata dal ridoppiaggio diretto da Cesare Barbetti su dialoghi di Maria Basaglia.

## Riconoscimenti
Ha ricevuto due nomination ai Premi Oscar 1936, per il miglior film e per la miglior attrice protagonista.
Nel 1935 è stato indicato fra i migliori dieci film dell'anno dal National Board of Review of Motion Pictures.